# シボレー・シェビー・マリブ
シボレー・シェビー（Chevrolet Chevy Malibu）は、1968年から1982年までGMアルゼンチンが製造していたコンパクトカー。
シボレー・400の後継車であり、より優れた安全機能と最新の機構を備え、現代的なボディスタイルとなった。

## 歴史

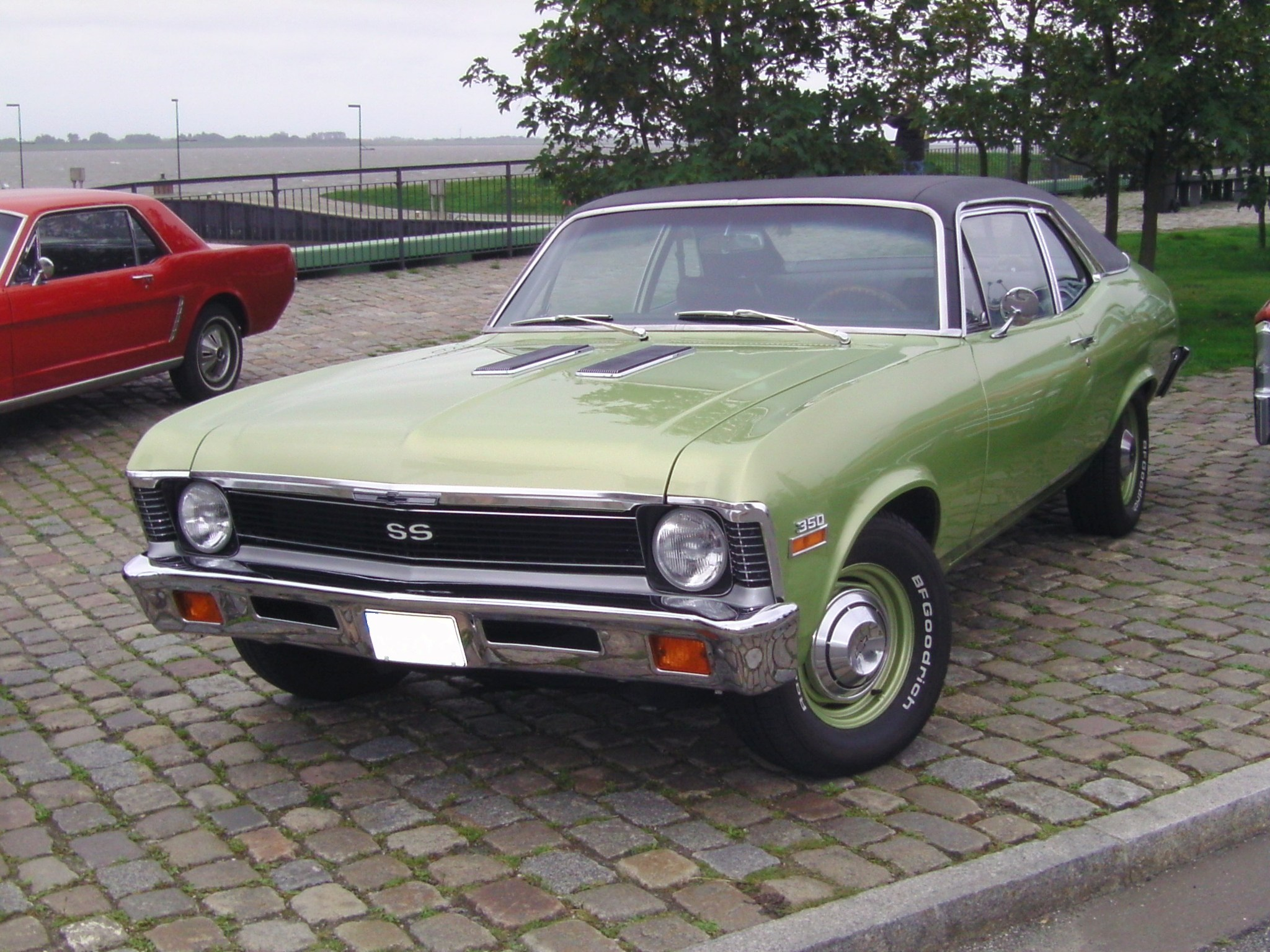
シボレー・ノヴァ（1968年式）

基本的にアメリカ市場のシボレー・ノヴァ（3代目、1968年式）をベースとした。同国では4ドアセダンのみが生産されたが、米国仕様にはセダンの他に2ドアクーペもあった。
ゼネラルモーターズ・デ・アルゼンチンは、1969年8月16日に同車の生産を開始し、「偉大なる誘惑」(La Gran Tentación)と宣伝された。先代のシボレー・400はアルゼンチン市場でよく売れたが、GMはより現代的なスタイリングと最新のメカニックを備えた後継モデルの提供を決定。シボレー・400は1962年発売のシェビーIIをベースとしており、1968年にはすでに時代遅れとなっていた。
同等の米国市場向けシボレー・ノヴァが1968年から1974年の比較的短い走行期間中に安全装備や排ガス装備の変更を行った（1975年には全面的なスタイル変更が行われた）のに対し、アルゼンチン仕様はダッシュマウントのイグニッションスイッチや小型のサイドマーカーライトなど、全走行期間を通じて1968年型の特徴を維持していた。
シェビーは、ゼネラルモーターズ・デ・アルゼンチンが生産したモデルの中で最も成功したモデルの1つとなるが、GMが同国での事業を停止したため1978年まで販売され生産中止となる。。